# اوریو ال سریو
اوریو ال سریو (به ایتالیایی: Orio al Serio) یک کومونه در ایتالیا است که در استان برگامو واقع شده‌است.

## خصوصیات
اوریو ال سریو ۳٫۰ کیلومترمربع مساحت و ۱٬۶۷۱ نفر جمعیت دارد و ۲۴۱ متر بالاتر از سطح دریا واقع شده‌است.